# Сайф ад-Дин Сури
Сайф-ад-Дин Сури (перс. سیف الدین سوری‎‎; ? — 1149) — правитель (малик) Гуридского государства (1146—1149), сын и преемник Изз ад-Дина Хусейна.

## Биография
Один из шести сыновей Изз ад-Дина Хусейна (? — 1146), малика Гуридского княжества (1100—1146). Когда после смерти своего отца Изз ад-Дина в 1146 году Сайф ад-Дин Сури взошел на гуридский престол, он разделил отцовские владения между своими братьями. Фахр ад-Дин Масуд получил район реки Хари, Баха ад-Дин Сам — Гур, Шихаб ад-Дин Мухаммад Харнак — Мадин, Шуджа ад-Дин Али получил Джармас, Ала аль-Дин Хусейн — Вазиристан, а Кутб ад-Дин Мухаммед получил Варшад-Варш, где он построил знаменитый город Фирузкух. Однако позднее Сайф ад-Дин поссорился с братом Кутб ад-Дином, который укрылся в Газни, и был отравлен газневидским султаном Бахрамом-шахом.
Чтобы отомстить за своего брата, Сайф выступил в поход на Газни в 1148 году и одержал победу в битве при Газни, в то время как Бахрам-шах бежал в Куррам . Сайф отступил, но армия Газневидов догнала его, и в Санг-и-Суре завязалась битва. Сайф и Маджд ад-Дин Мусави были схвачены и позже распяты в Пуль-и-Йак-Так. После его смерти в 1149 году ему наследовал его младший брат Баха ад-Дин Сам I.